# Джон Фредерік Герд
Джон Фредерік Герд, англ. John Frederick Heard; 18 червня 1907, Сент-Томас, Лондон, Онтаріо — 5 жовтня 1976, Ричмонд-Гілл, муніципалітет Йорк, Онтаріо
) — професор астрономії Університету Торонто та четвертий директор Обсерваторії Девіда Данлепа (1952—1965).